# Aurantilaria
Aurantilaria is een geslacht van weekdieren uit de klasse van de Gastropoda (slakken).

## Soort
- Aurantilaria aurantiaca (Lamarck, 1816)